# Aeroporto di Turkmenbaşy
Aeroporto internazionale di Türkmenbaşy , precedentemente Aeroporto di Krasnovodsk, è un aeroporto internazionale situato nella città di Türkmenbaşy, Turkmenistan. Accetta sia voli passeggeri che cargo. È stato inaugurato nel 1959 ed è uno dei cinque  aeroporti internazionali del Turkmenistan.